# لو اورنشتاین
لو اورنشتاین (روسی: Лев Орнштейн؛ c. ۲ دسامبر ۱۸۹۳ – ۲۴ فوریهٔ ۲۰۰۲) یک آهنگساز، و نوازنده پیانو اهل ایالات متحده آمریکا بود. اجراهای او از آثار آهنگسازان پیشرو و هم‌چنین قطعات نوآورانه ساخت خودش در جهان موسیقی شهرت فراوانی دارند. اورنشتاین هشتمین و آخرین سونات پیانوی خود را در دهه ۱۹۹۰ و در حالی ۹۶ ساله بود، ساخت و بدین ترتیب لقب پیرترین آهنگساز تاریخ را از آن خویش ساخت.

## زندگی‌نامه
لو اورنشتاین در کرمنچوک شهری بزرگ در استان پولتاوا واقع در امپراتوری روسیه (اوکراین فعلی) به دنیا آمد. در خانواده‌ای اهل موسیقی پرورش یافت. پدرش یک حذان یهودی بود. ۸ ساله بود که ژوزف هافمن نوازنده لهستانی، پیانو نوازی وی را شنید و به نبوغ وی پی برد. هافمن توصیه‌نامه‌ای به او داد که مورد توجه کنسرواتوار سنت پیترزبورگ قرار گرفت. لو اورنشتاین آموختن آهنگسازی را نزد الکساندر گلازونف و نوازندگی پیانو را تحت نظر آنا یسیپووا ادامه داد.

در سال ۱۹۰۶ به همراه خانواده و به منظور در امان ماندن از کشتار و آزار یهودیان که در روسیه در جریان بود، به آمریکا مهاجرت کردند و در نیویورک ساکن شدند. در آنجا در مدرسه جولیارد ثبت نام کرد و نواختن پیانو را تحت هدایت برتا فیرینگ تپر ادامه داد. در سال ۱۹۱۱ اولین اجراهایش از قطعات باخ، بتهوون، شوپن و روبرت شومان بسیار مورد توجه و استقبال قرار گرفت. دو سال بعد توانست آثاری از شوپن، ادوارد گریگ و پولدینی را ضبط کند.